# Dyngby
 Ikke at forveksle med Lyngby.
Dyngby er en landsby i Bjerager Sogn i Odder Kommune. Dyngby nævnes i 1203, hvor Peder af Århus testamenter al sin ejendom til Århus Domkapitel. I Dyngby lå i 1500-tallet Dyngby Kirke, som optræder i regnskabet for kirkens landehjælp 1524 og 1529. I 1936 rejstes en sten til minde om kirken.
Richard Relsted, der var administrerende direktør for Jydsk Telefon fra 1971 til 1982, var født i Dyngby.